# 鳥取県立鳥取湖陵高等学校
鳥取県立鳥取湖陵高等学校（とっとりけんりつ とっとりこりょうこうとうがっこう, Tottori Prefectural Tottori Koryo High School）は、鳥取県鳥取市湖山町北三丁目にある県立高等学校。

## 概要
歴史
2001年（平成13年）に鳥取県立鳥取西工業高等学校・鳥取県立鳥取農業高等学校・鳥取県立鳥取西高等学校家庭学科が統合され開校した。農業・工業・家庭・情報に関する学科を有する総合選択制の高等学校で、所属学科の専門科目の学習を中心に、他学科の科目も進路希望等に応じて選択して学ぶことが可能。2011年（平成21年）に創立10周年を迎えた。
設置課程・学科
全日制課程 計6学科 （　）は定員
農業に関する学科 3学科
- 食品システム科（38名）2コース - 生産流通コース・食品科学コース
- 緑地デザイン科（38名）2コース - 環境緑化コース・装飾園芸コース

工業に関する学科 1学科
- 電子機械科（38名）2コース - 機械技術コース・電子技術コース

家庭に関する学科 1学科
- 人間環境科（76名）2コース - 福祉保育コース・総合生活コース

情報に関する学科 1学科
- 情報科学科（38名）2コース - 情報システムコース・コンピュータデザインコース

教育方針
「ともに学び、ともに生きる」
校章
羽ばたく鳥の絵を背景にして、中央に校名の「湖」と「高」を重ねて置いている。
校歌
作詞は伊藤學、作曲は道谷増夫による。歌詞は3番まであり、各番とも「鳥取湖陵 湖陵高校」で終わる。
イメージキャラクター
「こりょっピ」

## 沿革
旧・鳥取西工業高等学校
- 1963年（昭和38年）4月1日 - 「鳥取県立鳥取西工業高等学校」として設立。

旧・鳥取農業高等学校
- 1948年（昭和23年）4月27日 - 学制改革
  - 「鳥取県立鳥取実業高等学校」（全日制・定時制）が開校。同時に美和分校（定時制）を設置。
  - 「鳥取県立青谷高等学校鹿野分校」（定時制）が開校。
- 1949年（昭和24年）4月1日
  - 鳥取第二・鳥取工業・鳥取実業の3高等学校が統合され、鳥取県立鳥取東高等学校となる。
  - 旧・鳥取実業高等学校本校・美和分校はそれぞれ「鳥取県立鳥取東高等学校 湖山校舎・美和分校」となる。
- 1951年（昭和26年）4月1日
  - 鳥取県立鳥取東高等学校 湖山校舎・美和分校と鳥取県立青谷高等学校（鹿野分校を含む）が合併し、「鳥取県立気高高等学校 湖山校舎・美和分校・青谷校舎・鹿野分校」となる。
- 1953年（昭和28年）4月1日
  - 湖山校舎・美和分校・鹿野分校が「鳥取県立鳥取農業高等学校」となる。校舎・分校は存続。
  - 青谷校舎が分離し、鳥取県立青谷高等学校として独立（再設置）。
- 1956年（昭和31年）4月1日 - 鳥取農業高等学校本校の定時制を美和分校へ移管。家庭課程を設置。
- 1979年（昭和54年）3月31日 - 鹿野分校を廃止。

旧・鳥取西高等学校（家庭学科関係分）
- 1888年（明治21年） - 「鳥取高等女学校」が開校。
- 1948年（昭和23年）4月1日 - 学制改革により、「鳥取県立鳥取第三高等学校」（新制高等学校）が発足。
- 1949年（昭和24年）4月1日 - 鳥取第一・鳥取第三・鳥取商業の高校3校が統合され、「鳥取県立鳥取西高等学校」として発足。

合併後
- 2001年（平成13年）
  - 4月1日 - 統合により「鳥取県立鳥取湖陵高等学校」（現校名）となる。
    - 旧・鳥取県立鳥取西工業高等学校を本校舎として継承し、全日制課程 電子機械科・電子電気科・情報科学科を設置。
    - 旧・鳥取県立鳥取農業高等学校を農業校舎とし、全日制課程 食品システム科・緑地デザイン科を設置。
    - 旧・鳥取県立鳥取西高等学校家庭学科を東町校舎とし、全日制課程 人間環境科を設置。
    - 美和分校を継承し、定時制課程 産業基礎科・生活科学科を設置。

  - 4月27日 - 農場一部を整備し、圃場・実習棟2棟・管理棟1棟等が完成。
  - 5月2日 - 開校式を挙行。
  - 12月15日 - 拓志会館を家引[2]移動。
- 2002年（平成14年）
  - 3月20日 - 農場（管理棟1棟、実習棟1棟、機械室等5棟、温室6棟）が完成。
  - 5月13日 - 新プールが完成。
  - 10月31日 - 新テニスコート4面が完成。
  - 12月16日 - 農業科・家庭科実習棟が完成。
- 2003年（平成15年）4月1日 - 農業校舎と東町校舎を廃止し、本校舎に統合。
- 2004年（平成16年）3月25日 - 新部室とピッチングハウスが完成。
- 2005年（平成17年）2月25日 - 新体育館が完成。
- 2006年（平成18年）3月31日 - 美和分校（定時制課程）を廃止。
- 2007年（平成19年）4月1日
  - 工業に関する学科を1学級減らし、電子機械科・電子電気科を再編成した上で、新たに両科の教育内容を学べる学科1学級（電子機械科）を設置。
  - 家庭学科人間環境科を1学年2学級とする。
- 2010年（平成22年）12月10日 - 教室棟の耐震工事が完了。
- 2011年（平成23年）4月1日 - 家庭学科を1学級減らし、人間環境科を1学年1学級とする。

## 学校行事
3学期制
1学期
- 4月 - 始業式、入学式、遠足
- 5月 - 創立記念日、PTA総会
- 6月 - 3年進路ガイダンス
- 7月 - 青陵祭（文化祭）、終業式、応募前企業見学
- 8月 - 中学生体験入学

2学期
- 9月 - 終業式、青陵祭（体育祭）、就職試験開始
- 10月 - 2年研修旅行、1年進路ガイダンス
- 11月 - 2年インターンシップ、1年職場・上級学級見学
- 12月 - 1・2年インターンシップ発表会、球技大会、終業式

3学期
- 1月 - 始業式
- 2月 - 高校推薦入試
- 3月 - 表彰式、卒業式、一般高校入試、1年先輩に学ぶ会、2年進路ガイダンス、終業式

## 部活動
運動部
- 陸上競技部
- バレーボール部
- バスケットボール部
- テニス部
- 卓球部
- サッカー部
- 硬式野球部
- 柔道部
- 弓道部
- ウェイトリフティング部
- ボート部
- バドミントン部
- 山岳部
- フェンシング部
- ソフトテニス部
- ゴルフ部
- 自転車競技部

文化部
- 吹奏楽部
- 部落解放研究部
- 美術部
- ハンドメイド部
- 茶道・華道部
- 吟詠剣詩舞部
- 放送部
- 写真部
- 科学技術研究部
- ボランティア部
- 囲碁同好会
- ダンス同好会

## 著名な出身者
- 藤原芳秀（漫画家）鳥取西工業卒業
- マキ上田（プロレスラー）鳥取農業高校中退 ※全日本女子プロレス入門のため